# Asperdaphne bela
Asperdaphne bela é uma espécie de gastrópode do gênero Asperdaphne, pertencente a família Raphitomidae.